# 洪学军
洪学军（1975年8月—），男，汉族，安徽黄山人，1997年加入中国共产党，中华人民共和国政治人物。

## 生平
1997年毕业于安徽师范大学，同年考取西南政法大学研究生，2000年硕士毕业留校工作。2004年于西南政法大学获博士学位，同年调入宁波市中级人民法院工作。曾任宁波市中级人民法院研究室干部（副处级），宁波市中级人民法院民三庭审判员（副处级），宁波市中级人民法院审判管理办公室副主任（主持工作）、主任等职。期间于2004年至2006年在华东政法大学做博士后研究。2014年6月，任宁海县人民法院代院长、党委书记。2017年3月，任宁波市镇海区人民法院院长。后转任浙江省高级人民法院审判委员会委员、研究室主任、立案庭庭长，2021年6月任杭州互联网法院院长。
2023年4月，任衢州市中级人民法院副院长、代理院长、审判委员会委员、审判员。2024年2月，当选为衢州市中级人民法院院长。